# Elachistocleis carvalhoi
Elachistocleis carvalhoi é uma espécie de anfíbio da família Microhylidae. Endêmica do Brasil, pode ser encontrada nos estados do Pará e Tocantins.